# Clermont-Ferrand
Clermont-Ferrand (Occitaans: Clarmont-Ferrand, Clarmont, Clarmont d'Auvèrnhe of Clarmont d'Auvèrnha) is de hoofdstad van de voormalige Franse regio Auvergne en de belangrijkste stad in en tevens hoofdplaats van het departement Puy-de-Dôme. De gemeente telde 147.751 inwoners op 1 januari 2022. Clermont-Ferrand is de centrumstad van het gemeentelijk samenwerkingsverband Clermont Auvergne Métropole.

## Economie en onderwijs
Clermont-Ferrand herbergt een universiteit en een technische hogeschool, waarvan de meeste gebouwen zich in de oostelijke voorstad Cournon-d'Auvergne  bevinden. Er is ook de ESC Clermont Business School. Er zijn zo’n 31.000 studenten in de stad. Dat betekent dat er in het onderwijs en de dienstensector relatief veel hoogwaardige werkgelegenheid is.  De beroepsbevolking bevindt zich voornamelijk in de financiële en administratieve sector en de logistiek. Clermont-Ferrand is de oorspronkelijke vestigingsplaats van Michelin, waar zo’n 14.000 mensen emplooi vinden.

## Geschiedenis

### Van Nemossos naar Avernis
Opgravingen tonen aan dat er waarschijnlijk al in de vierde eeuw v.Chr. een Keltische bewoning in Clermont-Ferrand was. Nemossos, de door de Griekse historicus Strabo vermelde hoofdstad der Arverni, was wellicht dezelfde plaats. In 52 v.Chr. vond niet ver ervandaan de Slag bij Gergovia plaats waarbij Julius Caesar zijn meerdere moest erkennen in de Gallische opstandelingenleider Vercingetorix en het beleg van Gergovia moest staken. In de keizertijd stond Clermont bekend onder de naam Augustonemetum. Augustonemetum groeide uit tot een stad met 15.000 à 30.000 inwoners. De bloeitijd duurde tot het midden van de derde eeuw. In die tijd kwam ook de naam Avernis of Avernos in zwang. Het enige zichtbare restant van de toenmalige stad is de Mur des Sarrasins, de resten van een Gallo-Romeinse tempel uit de tweede eeuw, gebouwd in zwarte lavasteen.
Aan het begin van de vierde eeuw trok de stad zich terug binnen stadsmuren. De ommuurde stad had een oppervlakte van drie hectare en telde maar ongeveer zevenhonderd inwoners. De stadsmuur met zijn vijf poorten bleef bewaard in de middeleeuwen. In de vijfde eeuw werd Avernis een bisschopsstad met de heilige Namatius als legendarische bisschop.

### Middeleeuwen
Het economische en politieke lot van de stad was na de Romeinse tijd wisselend. Vele malen werd de plaats geplunderd door binnenvallende volkeren, van de Visigoten in de vijfde eeuw tot de Vikingen in de negende eeuw. De bisschop vormde lange tijd het enige gezag in de stad. In 842 kwam de naam Clairmont of Clermont in zwang; deze naam werd aanvankelijk alleen gebruikt om het hoger gelegen deel van de stad aan te duiden. In 1095 kondigde paus Urbanus II er tijdens de Synode van Clermont de Eerste Kruistocht aan.
Vanaf de tiende eeuw hadden de graven van Auvergne hun residentie in Clermont. Hun kasteel stond waar later het stadhuis werd gebouwd. De langdurige tweestrijd tussen de wereldlijke en de geestelijke machthebbers leidde ertoe dat de bisschop zich aan de autoriteit van de graaf van Auvergne onttrok en zich rechtstreeks onder het gezag van de Franse koning plaatste als graaf-bisschop van Clermont. In 1120 liet de graaf van Auvergne op een heuvel op anderhalve kilometer ten oosten van het bisschoppelijke Clemont zijn kasteel liet bouwen en stichtte er Montferrand, een stadje met een eigen omwalling.
Clermont bloeide en in de vlakte buiten de oude omwalling ontstonden wijken (faubourgs) die op hun beurt ook ommuurd worden. In de dertiende eeuw waren er zo al drie wijken, onder andere rond de kerken Saint-Genès en Saint-Pierre.
De Notre-Dame de l'Assomptionkathedraal stamt uit de dertiende eeuw, maar op dezelfde plaats stonden drie eerdere kerken. Van de laatste kerk, gebouwd in romaanse stijl, werden bij opgravingen in de negentiende eeuw onder het koor resten gevonden. De kathedraal en veel huizen in het oude centrum hebben een zwarte kleur, omdat ze zijn gebouwd van lavastenen, die werden gewonnen in de steengroeve van Volvic vanaf de dertiende eeuw.
In de latere eeuwen leefden Clermont en Montferrand wat in de luwte van de geschiedenis. Grote schade bracht een aardbeving in 1490 teweeg.

### Clermont en Montferrand verenigd
Op 15 april 1630 werden Clermont en Montferrand per koninklijk besluit samengevoegd tot Clermont-Ferrand (Edict van Troyes). Dit was een gevolg van een proces in de zestiende eeuw voor het Parlement van Parijs tussen koningin-moeder Catharina de' Medici, die de titel van gravin van Auvergne droeg, en bisschop Guillaume Du Prat. Als gevolg van dit proces verloor de bisschop zijn titel van graaf en zijn wereldlijke macht. Catharina de' Medici droeg voortaan ook de titel van gravin van Clermont. Zij verleende bijkomende vrijheden aan Clermont en maakte van de stad ook de zetel van een koninklijke seneschalk. Tijdens de godsdienstoorlogen bleef de stad trouw aan de Franse kroon en leed weinig schade.
Na het Edict van Troyes vestigden de edelen uit Montferrand zich terug in Clermont en lieten er hun stadspaleizen bouwen. De Cour d'Aides verhuisde van Montferrand naar Clermont. Deze samenvoeging werd door koning Lodewijk XV in een tweede Edict nog eens bevestigd.
In de zeventiende eeuw bloeide de nijverheid, voornamelijk langs de Tiretaine waar molens en leerlooierijen gevestigd waren. De buitenwijken groeiden. Toch bleef er nog een fysieke scheiding tussen Clermont en Montferrand. De steden waren bestuurlijk wel verenigd maar werden nog door velden en weiden van elkaar gescheiden.

### Moderne tijd
Aan het eind van de achttiende eeuw werd de stad gemoderniseerd. De stadsmuren, die de groei van de stad hadden gehinderd, werden geslecht en de infrastructuur werd sterk verbeterd. In de eerste helft van de negentiende eeuw was er echter nauwelijks groei. De bevolking groeide amper en door gebrek aan middelen viel de stadsontwikkeling grotendeels stil. Hier kwam verandering in rond het midden van de eeuw. Het treinstation werd geopend buiten het oude Clermont en er werden nieuwe lanen getrokken om beide met elkaar te verbinden.
De rubberindustrie kwam tot ontwikkeling door de initiatieven van de broers André en Édouard Michelin. De firma Michelin werd gesticht in 1889. Vanaf het einde van de negentiende eeuw verstedelijkten Clermont-Ferrand en ook de omringende gemeenten zoals Chamalières sterk. Clermont en Montferrand werden ook feitelijk met elkaar verbonden. De groei stokte tijdelijk in de jaren dertig van de twintigste eeuw maar hernam na de oorlog. In de jaren zestig ontstond een echte stedelijke agglomeratie tot buiten de gemeentegrenzen.

## Geografie
De oppervlakte van Clermont-Ferrand bedroeg op 1 januari 2022 42,67 vierkante kilometer; de bevolkingsdichtheid was toen 3.462,6 inwoners per km². Stad en omgeving liggen in het gebied Chaîne des Puys, gevormd door vulkanisme.
De onderstaande kaart toont de ligging van Clermont-Ferrand met de belangrijkste infrastructuur en aangrenzende gemeenten.

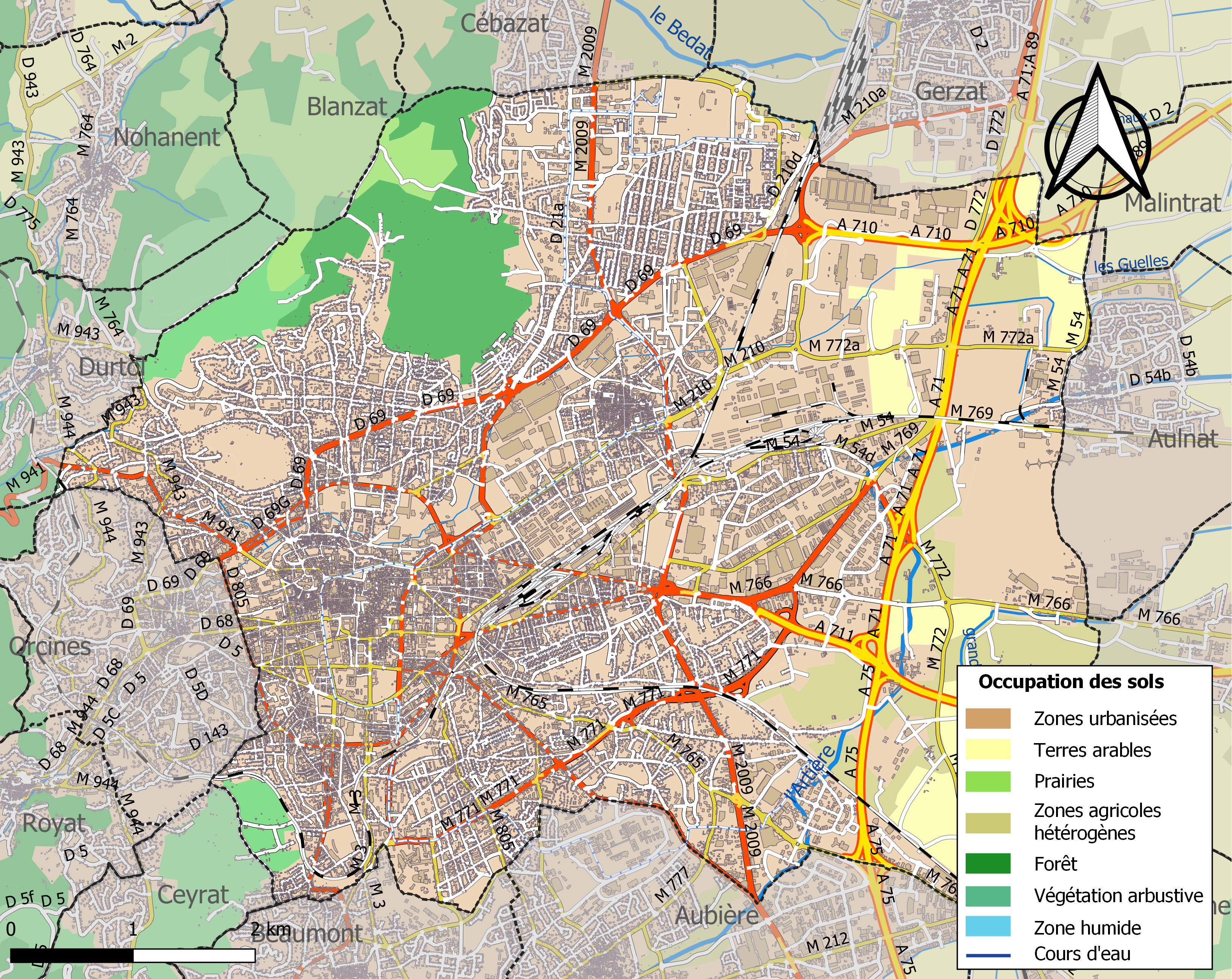

## Demografie
Onderstaande figuur toont het verloop van het inwonertal (bron: INSEE-tellingen).

## Vervoer
De 14 kilometer lange bandentramlijn van Clermont-Ferrand is sinds 14 oktober 2006 een belangrijk onderdeel van het openbaar vervoer. De lijn loopt van het noorden naar het zuidoosten. Aan de lijn liggen 31 haltes. Verwacht wordt dat de tram dagelijks 55.000 reizigers zal trekken. Bij vijf haltes worden park-and-rides aangelegd. De tram wordt geëxploiteerd door stadsvervoerbedrijf T2C in opdracht van vervoersautoriteit SMTC (Société mixte des transports en commun de l'agglomération clermontoise). De totale kosten werden in 2002 geraamd op 290 miljoen euro.
In de gemeente liggen de spoorwegstations Clermont-Ferrand, Clermont-La Pardieu en Clermont-La Rotonde.
Ten oosten van de stad, in de gemeente Aulnat, bevindt zich de Luchthaven Clermont-Ferrand Auvergne.
De oostelijke voorstad Cournon-d'Auvergne, 8 km ten oosten van de binnenstad, ligt aan de rivier de Allier.

### Autosnelwegen
- De A71 verbindt Clermont-Ferrand met Orléans
- De A75 (met daarin het Viaduct van Millau) verbindt Clermont-Ferrand met Béziers en Montpellier
- De A89 verbindt Clermont-Ferrand met Bordeaux en Lyon

## Bezienswaardigheden
- de kathedraal Notre-Dame-de-l'Assomption (1284-1902) is helemaal opgetrokken in zwarte lavasteen (Volvic). Haar twee hoge, opvallende spitsen werden pas in de negentiende eeuw door Viollet-le-Duc voltooid.
- de basiliek Notre-Dame-du-Port is een perfect voorbeeld van twaalfde-eeuwse romaanse religieuze bouwkunst. Vooral de gerestaureerde kapitelen en het koor verdienen de aandacht. In 1998 werd de kerk toegevoegd aan de Werelderfgoedlijst van de UNESCO. Ze is helemaal in ere hersteld door een grondige restauratie (2006-2008).
- de centraal gelegen en uitgestrekte place Jaude, helemaal gerenoveerd (2003-2005), wordt gedomineerd door Bartholdi's ruiterstandbeeld van Vercingetorix (1903).
- de middeleeuwse huizen van Le vieux Montferrand, inzonderheid Maison de l'Apothicaire. Het geheel vormt een van de oudste wijken van Frankrijk.
- het Archeologisch museum Bargoin.
- L'Aventure Michelin, een museum over de bedrijfsgeschiedenis van de bandenfabrikant Michelin.

### Afbeeldingen

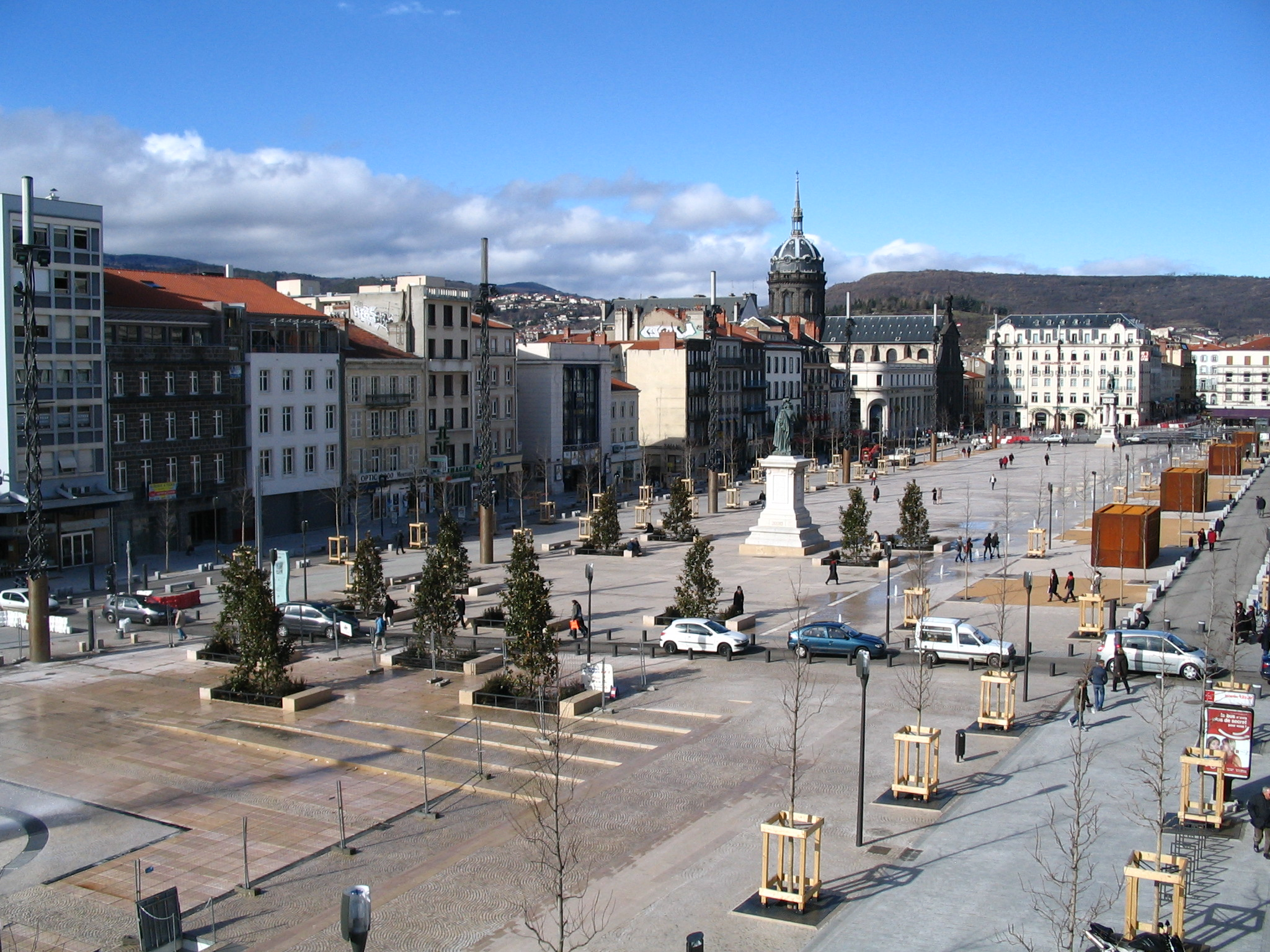
Place de Jaude
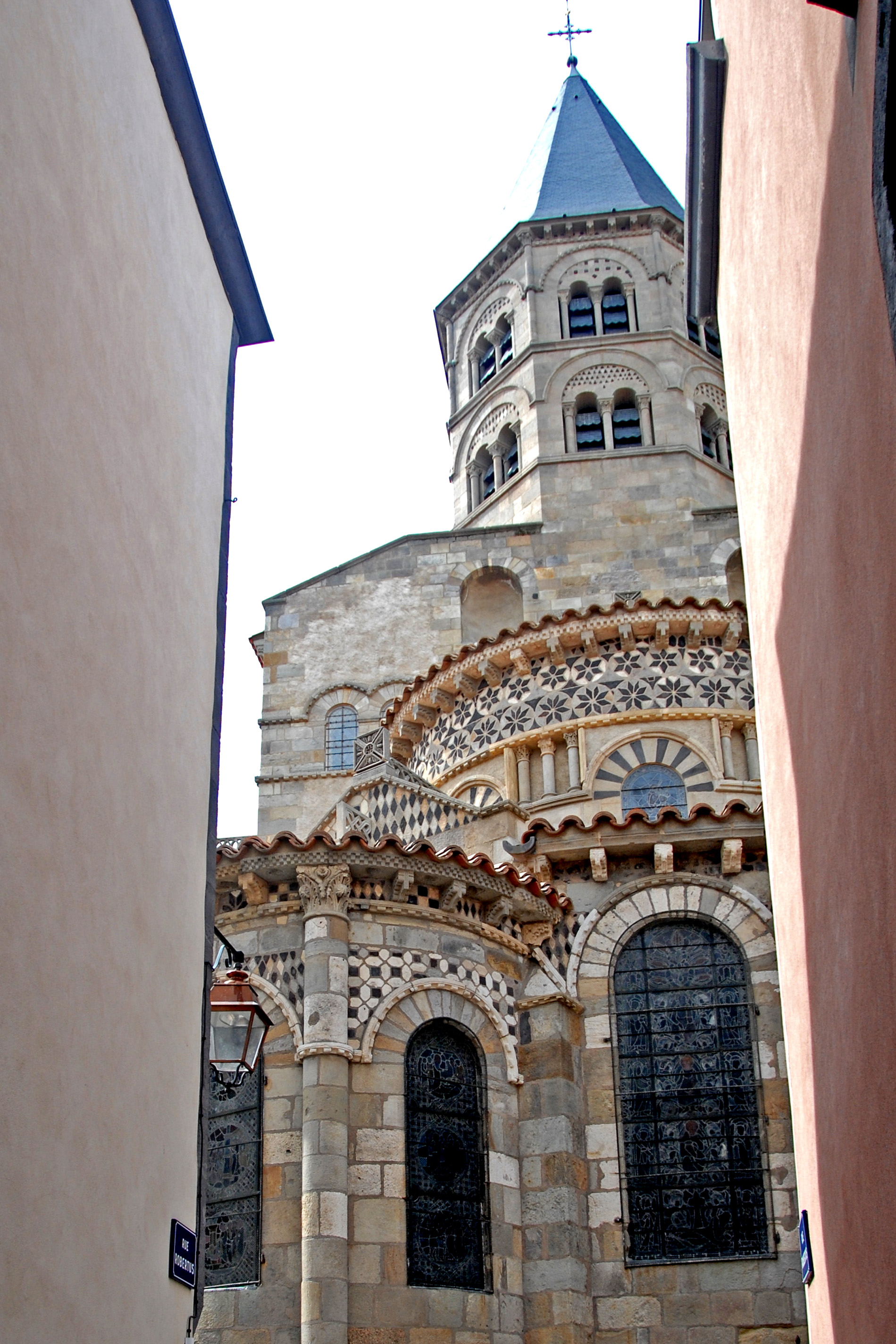
Basiliek Notre-Dame du Porte
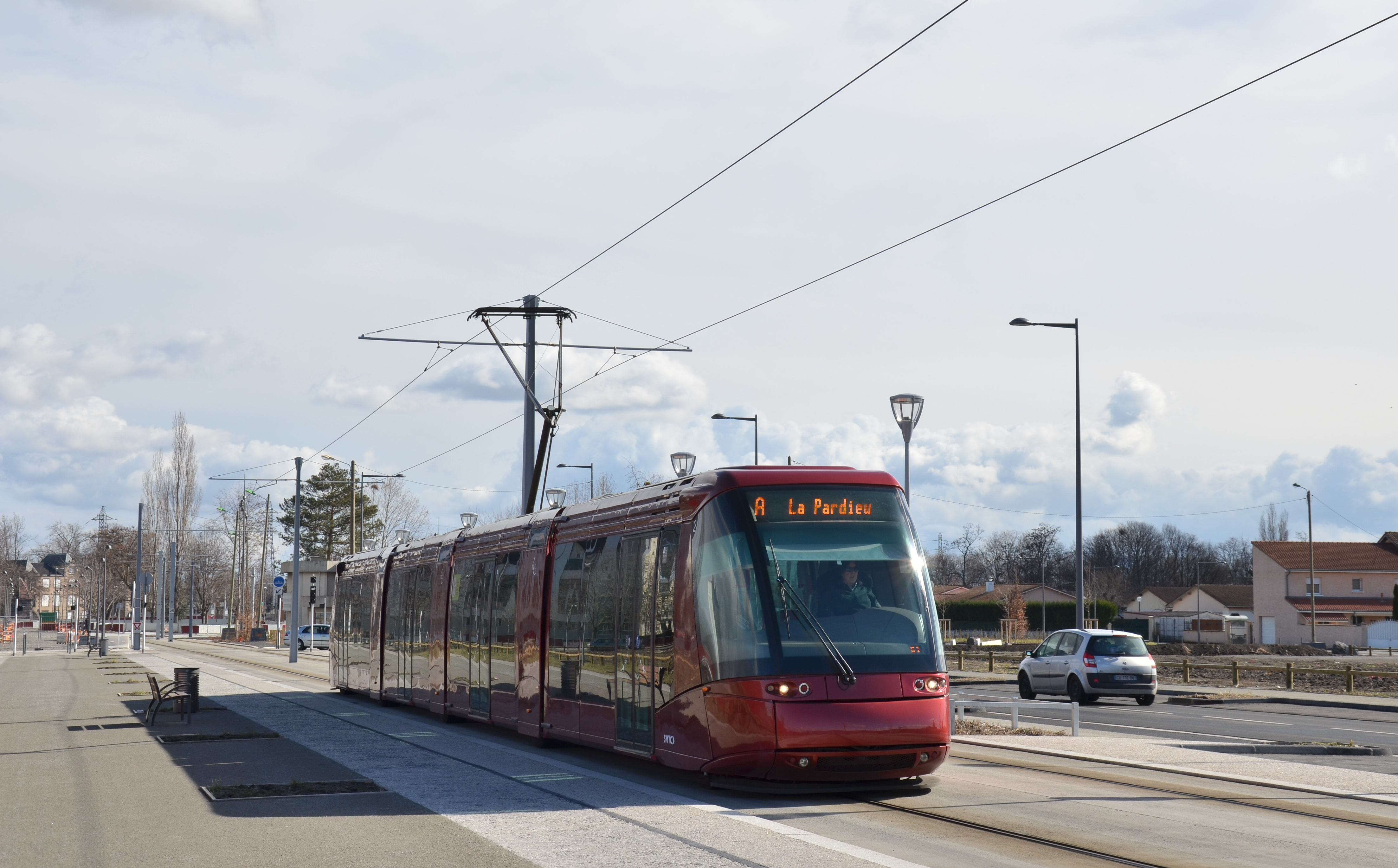
Bandentram

## Sport
Clermont Foot is de professionele voetbalclub van Clermont-Ferrand en speelt in het Stade Gabriel Montpied.
Clermont-Ferrand was twaalf keer etappeplaats in de wielerkoers Ronde van Frankrijk. In 1951 won stadgenoot Raphaël Geminiani en in 1959 André Le Dissez er de rit. Daarnaast was Clermont-Ferrand tien keer startplaats van een rit. Dit was in 2023 voor het laatst het geval.
Rugbyclub ASM Clermont Auvergne is tweevoudig landskampioen en speelt in het Stade Marcel-Michelin. Ze is onderdeel van omnisportvereniging Association Sportive Montferrandaise, opgericht als l’Association Sportive Michelin, waartoe ook voetbalclub AS Montferrand Football behoorde.

## Geboren
- Gregorius van Tours (538-594), Frankisch bisschop en historicus
- Blaise Pascal (1623–1662), filosoof, theoloog, wis- en natuurkundige
- Nicolas Chamfort (1740-1794), dichter en aforist
- Antoine de L'Hoyer (1768-1852), gitarist en componist
- George Onslow (1784-1853), componist
- André Michelin (1853-1931) en Edouard Michelin (1859-1940), industriëlen, uitvinders van de banden Michelin
- Pierre Teilhard de Chardin (1881-1955), theoloog, paleontoloog en schrijver
- Hélène Brion (1882-1962), feministe
- Henri Vidal (1919-1959), acteur
- Raphaël Geminiani (1925-2024), wielrenner
- Fernand Raynaud (1926-1973), humorist
- Roland Lesaffre (1927-2009), acteur
- Claude Carrère (1930-2014), auteur, componist, liedjestekstschrijver en producer
- Patrick Depailler (1944-1980), Formule 1-piloot
- Dominique Perrault (1953), architect
- Alain Casanova (1961), voetballer
- Lolo Ferrari (1963-2000), danseres en (porno)actrice
- Édouard Michelin jr. (1963-2006), industrieel (Michelin)
- Isabelle Delobel (1978), kunstschaatsster
- Nour-Edinne Gezzar (1980), atleet
- Gauthier de Tessières (1981), alpineskiër
- Damien Monier (1982), wielrenner
- Rémi Cavagna (1995), wielrenner
- Gabriella Papadakis (1995), kunstschaatsster
- Mohamed Bayo (1998), Guinees voetballer